# ریش استوارت
ریش استوارت (انگلیسی: Stewart Beards؛ زادهٔ ۱۵ اوت ۱۹۶۷) بازیکن فوتبال اهل بریتانیا است.
از باشگاه‌هایی که در آن بازی کرده‌است می‌توان به باشگاه فوتبال تورون پالوسئورا اشاره کرد.